# Ультраструктура

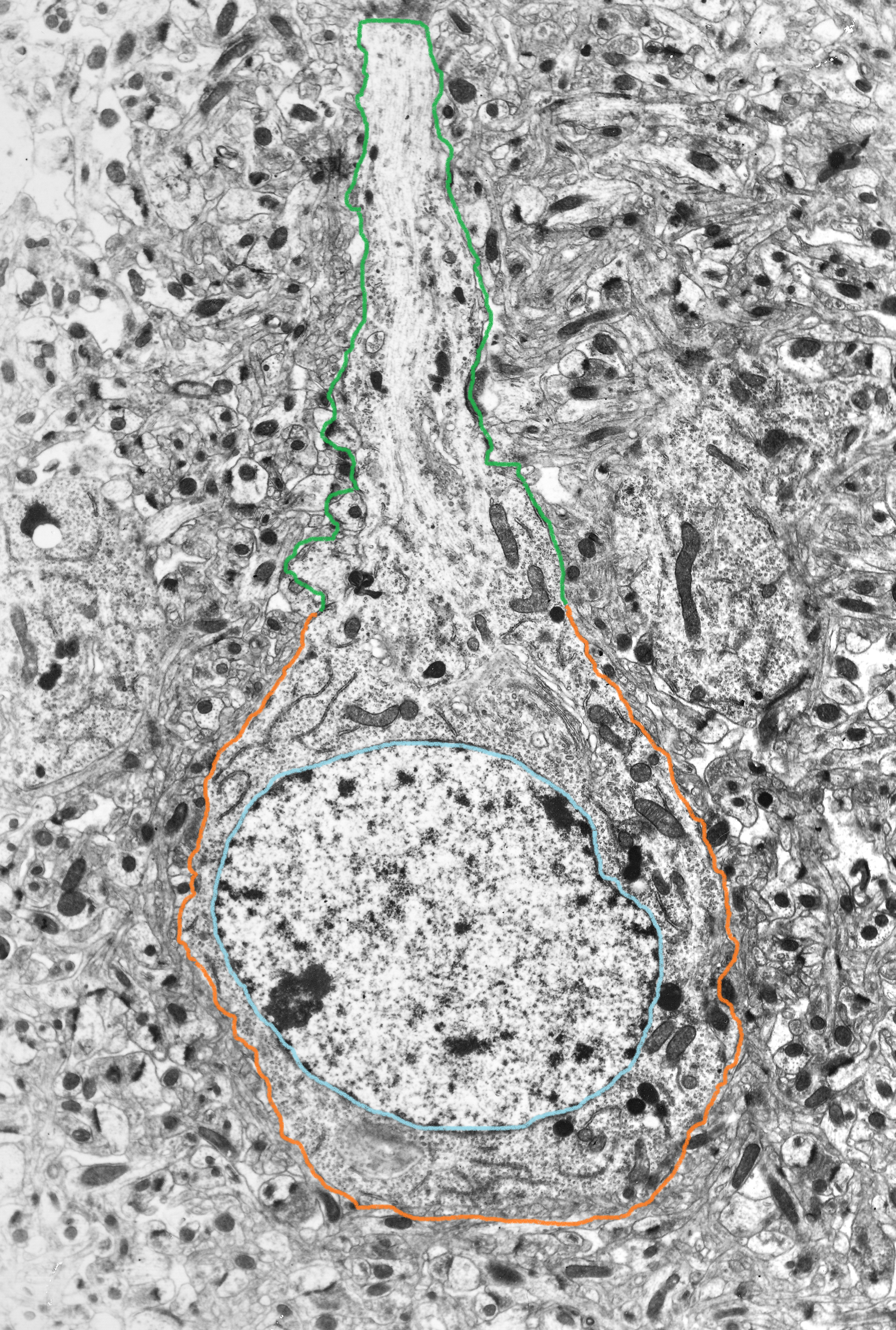
Ультраструктура нейрону неокортексу миші. Масштаб: 5 мкм.

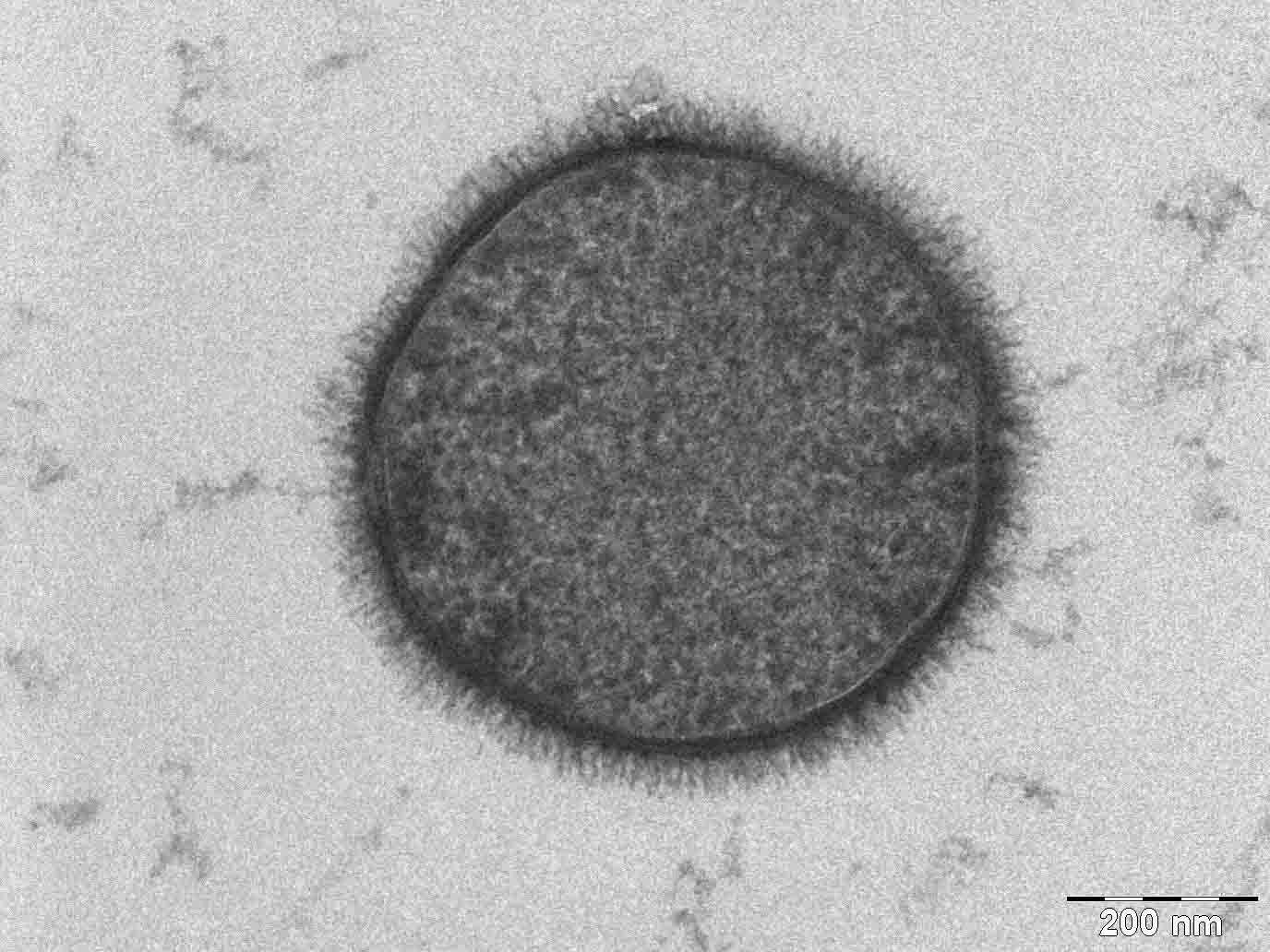
Ультраструктура бактерії (Bacillus subtilis). 200 nm.

Ультраструктура (рос. ультраструктура, англ. ultrastructure, нім. Ultrastruktur f) — найдрібніші електронно-мікроскопічні структурні елементи. Термін застосовується в різних галузях науки.

## Приклади
- У біології — електронно-мікроскопічні структурні елементи живої речовини.

- У мінералогії — мікробугристі поверхні (у перетині — мікрозубчасті шви), що спостерігаються порівняно рідко всередині окремих тектонічно роздроблених зазвичай уламкових зерен кварцу і мікрокліну (Теодорович, 1962).